# Joachim O. Fernández

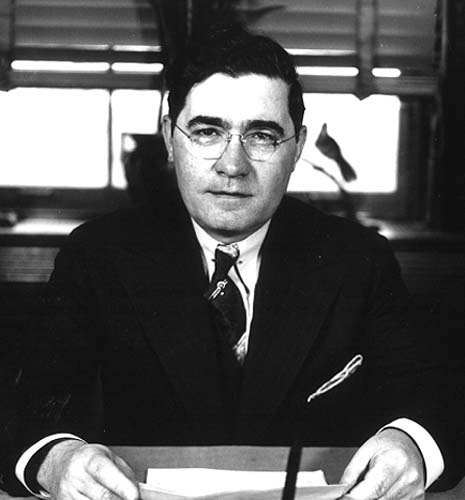

Joachim Octave Fernández (* 14. August 1896 in New Orleans, Louisiana; † 8. August 1978 ebenda) war ein US-amerikanischer Politiker. Zwischen 1931 und 1941 vertrat er den Bundesstaat Louisiana im US-Repräsentantenhaus.

## Werdegang
Joachim Fernández besuchte die öffentlichen Schulen seiner Heimat einschließlich der Cecil Barrois School in New Orleans. Danach begann er eine politische Laufbahn als Mitglied der Demokratischen Partei. Fernández war zunächst ein Anhänger des Parteiführers und Bürgermeisters von New Orleans, T. Semmes Walmsley. Später unterstützte er den neuen starken Mann der Demokratischen Partei in Louisiana, Huey Long. Im Jahr 1921 war Fernández Delegierter auf einer Versammlung zur Überarbeitung der Staatsverfassung. Zwischen 1924 und 1928 war er Abgeordneter im Repräsentantenhaus von Louisiana; von 1928 bis 1930 gehörte er dem Staatssenat an.
Bei den Kongresswahlen des Jahres 1930 wurde er im ersten Wahlbezirk von Louisiana in das US-Repräsentantenhaus in Washington, D.C. gewählt. Dort trat er am 4. März 1931 die Nachfolge von James O’Connor an. Nach vier Wiederwahlen konnte er seinen Staat bis zum 3. Januar 1931 im Kongress vertreten. In dieser Zeit wurden die meisten der New-Deal-Gesetze der Bundesregierung unter Präsident Franklin D. Roosevelt zur Überwindung der Weltwirtschaftskrise verabschiedet. Außerdem wurden im Jahr 1933 der 20. und der 21. Verfassungszusatz in Kraft gesetzt.
Im Jahr 1940 wurde Fernández von seiner Partei nicht mehr für eine weitere Legislaturperiode im Kongress nominiert. Zu Beginn des Zweiten Weltkrieges diente er bis 1943 als Offizier in der US Navy. Von 1943 bis 1946 leitete er die Bundessteuerbehörde für den Bereich des Staates Louisiana. Später arbeitete Fernández auch als Steuerberater. Seit 1951 war er für die Finanzbehörde des Staates Louisiana tätig. Joachim Fernández starb am 8. August 1978 in New Orleans. Er war seit 1920 mit Viola Murray verheiratet.